# 鯖江市多機能型健康福祉施設神明苑
鯖江市多機能型健康福祉施設神明苑（さばえしたきのうがたけんこうふくししせつしんめいえん）は、福井県鯖江市にある健康福祉施設である。通称は神明苑。

## 概要
鯖江市の神明地区に位置する多機能施設であり、客室数19室、宿泊定員83人の宿泊施設を中心として、会議室や体育館などを備えている。
広さ1万2024.76平方メートルの敷地内には、鉄筋コンクリート造の2階建てで延べ床面積が2817.09平方メートルの本館や、鉄骨鉄筋コンクリート造の2階建てで延べ床面積が1770.76平方メートルの体育館など、計4棟の建物がある。
神明苑は、鯖江市が「鯖江市多機能型健康福祉施設神明苑設置および管理に関する条例」に基づき、福祉サービス向上や市民福祉増進などを目的として設置している施設であり、施設の管理・運営は指定管理者制度により、2008年4月1日から2018年3月31日までの指定管理者に選定された社会福祉法人福授園が行っている。2018年4月1日より、㈱ビリオンフーズハヤシが指定管理者として、施設の管理・運営を担っている。令和4年度に入り、市が令和5年度以降の指定管理の募集を行わない旨を明らかにし、現在のスタイルで、神明苑が今後運営されていくのかは、未定となっている。

## 歴史

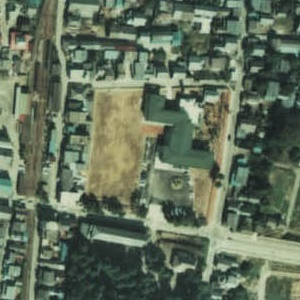
厚生年金神明苑（画像中央）と神明駅（左）周辺の約250メートル四方を写した航空写真。1975年度撮影。

鯖江市多機能型健康福祉施設神明苑の前身である「厚生年金神明苑」は、1975年10月15日に開業した厚生年金老人ホームであり、宿泊施設のみを備えた「短期専用施設」であって、社会保険庁が設置し、財団法人厚生年金事業振興団が運営していた。建物は株式会社木村建築設計事務所が設計を担当して、1975年9月10日に竣工している。
2002年4月1日に厚生年金福祉施設へ愛称が一斉導入された際に、愛称として「ウェル神明苑」が付された。
2004年3月11日に開かれた与党年金制度改革協議会において、年金改革の一環としてすべての年金福祉施設を売却または廃止すると決定されたことにより、売却の対象となった神明苑は、2005年10月1日に社会保険庁から、年金福祉施設の売却を担当する独立行政法人年金・健康保険福祉施設整理機構へ出資された。
神明苑の管理・運営は、整理機構への出資後も振興団により行われていたが、振興団から整理機構に対して管理委託を返上する申し出があり、2006年3月31日をもって振興団による運営が終了することとなった。整理機構は、神明苑の閉鎖を回避するために、4月以降の新たな管理委託先として社会福祉法人福授園を選定し、神明苑は福授園の管理・運営によって、2006年4月20日にリニューアルオープンした。
2006年2月23日に「神明苑の活用を考える会」が、鯖江市の積極的な関与による神明苑の存続を求める2万2985筆の署名を鯖江市長へ提出したことなどを受けて、市は神明苑の取得に向けて動き出した。相対取引による神明苑の売却を求める市に対して、整理機構は一般競争入札によって売却する方針を変えなかったため、市は多機能型健康福祉施設整備事業を実施して神明苑を収用することとし、土地収用法に基づく事業認定申請書を福井県に提出した。
2007年2月23日、県が整備事業の事業認定を行い、福井県告示第108号で告示したことから、市が神明苑を収用できることになり、相対取引による売却が実現した。神明苑は整理機構から市へ2億765万8000円で売却され、売却額の内訳は土地1億6024万円、建物4516万円、消費税225万8000円であった。
2007年7月1日、神明苑は鯖江市の施設として営業を開始し、また同日施行された「鯖江市多機能型健康福祉施設神明苑設置および管理に関する条例」により、神明苑の正式名称は「鯖江市多機能型健康福祉施設神明苑」となった。
施設の管理・運営は、指定管理者制度を導入して民間団体へ委任することになり、2008年4月1日から2013年3月31日までの指定管理者を募集したところ、鯖江市の福授園と、越前市の青山観光サービス株式会社から応募があった。「鯖江市多機能型健康福祉施設神明苑の指定管理者選定委員会」による審査の結果、福授園が指定管理者に選定され、2007年12月に開かれた鯖江市議会第365回12月定例会での議決を経て、正式に指定された。
2022年5月、鯖江市は施設の老朽化と経営悪化のため、2022年度での閉館を決定し建て替えを検討している。なお、神明苑の温泉の源泉については、2022年5月の調査で泉温と温泉成分の低下が判明し、鯖江市は市議会で従来の源泉を活用した温浴施設の維持は困難と報告している。